# 903

## Nașteri
- Al-Sufi, astronom islamic persan (d. 986)
- Petru I, țar al Bulgariei din 927 (d. 969)

## Decese
- iulie: Papa Benedict al IV-lea  (n. ?)